# Трисилицид диплутония
Трисилицид диплутония — бинарное неорганическое соединение
плутония и кремния
с формулой Pu2Si3,
серые кристаллы.

## Получение
- Реакция диоксида плутония и карбида кремния:

{\displaystyle {\mathsf {2PuO_{2}+3SiC\ {\xrightarrow {T}}\ Pu_{2}Si_{3}+2CO\uparrow +CO_{2}\uparrow }}}
- Реакция трифторида плутония с кремнием:

{\displaystyle {\mathsf {4PuF_{3}+9Si\ {\xrightarrow {T}}\ 2Pu_{2}Si_{3}+3SiF_{4}}}}

## Физические свойства
Трисилицид диплутония образует серые кристаллы
гексагональной сингонии,
пространственная группа P 6/mmm,
параметры ячейки a = 0,3876 нм, c = 0,4090 нм, Z = 0,5,
структура типа диборида алюминия AlB2
.
Соединение имеет область гомогенности и ему приписывают формулы Pu3Si5 или PuSi2-х
.